# Кристофър Гортнър
Кристофър Гортнър (на английски: Christopher Gortner) е американски писател на произведения на произведения в жанра исторически роман, художествена биография и исторически трилър. Пише под псевдонима К.У. Гортнър (на английски: C.W. Gortner). В България е издаден и като Кристъфър Гортнър.

## Биография и творчество
Кристофър Гортнър е роден през 1964 г. във Вашингтон, САЩ. Той е полуиспанец по рождение. Израства в Малага, Испания, откъдето е майка му. Там, заобиколен от малък с исторически обекти и разкази, се заражда интереса и страстта му към историята и книгите. В тинейджърските му години семейството му се премества обратно в САЩ. Получава бакалавърска степен по маркетинг в Модния институт по дизайн и мърчандайзинг в Сан Франциско и магистърска степен по изящни изкуства в областта на историята с акцент върху Ренесансова литература от Новия колеж на Калифорния в Сан Франциско.
След дипломирането си единадесет години работи в областта на модата – като продавач на дребно, публицист на свободна практика, координатор на ревюта и моден изпълнителен директор. Следващите дванадесет години работи като административен анализатор в областта на общественото здраве. През 2012 г., след международния успех на романите му, той напуска работата си и се посвещава на писателската си кариера.
Първият му роман „Тайната на Тюдорите“ от поредицата „Хрониките на шпионина“ е издаден през 2004 г. В историческата 1553 г. в Англия крал Едуард VI е на смъртно легло, а към короната се стремят Елизабет, нейната полусестра Мери и братовчедка им лейди Джейн Грей. В безмилостния гамбит от полуистини, лъжи, убийства и шпионаж, се озовава сиракът Брендън Прескот, който се отглежда в домакинството на могъщото семейство Дъдли, и който получава задача от Уилям Сесил да работи като двоен агент за Елизабет.
Автор е на много исторически романи посветени на живота и делото на известни личности – Хуана Лудата, Катерина Медичи, Исабел Кастилска, Коко Шанел, Лукреция Борджия, Марлене Дитрих, Мария Фьодоровна, Сара Бернар и Джени Джеръм.
Произведенията на писателя са преведени на над 20 езика по света.
Заедно с работата си по книгите, преподава в университетски семинари за шестнадесети век и изнася речи като почетен гост на конференциите на Обществото за исторически романи в САЩ и Обединеното кралство.
Кристофър Гортнър живее със семейството си в Сан Франциско.

## Произведения

### Самостоятелни романи
- The Last Queen (2006) – роман за Хуана Лудата
Последната кралица : историята на Хуана Лудата, изд.: ИК „Ентусиаст“, София (2014), прев. Мариана Христова
- The Confessions of Catherine de Medici (2010) – за Катерина Медичи
Признанията на Катерина Медичи, изд.: ИК „Ентусиаст“, София (2012), прев. Мариана Христова
- The Queen's Vow (2012) – за Исабел Кастилска
Обетът на кралицата, изд.: ИК „Ентусиаст“, София (2013), прев. Мариана Христова
- Mademoiselle Chanel (2015) – за Коко Шанел
- The Vatican Princess (2016) – за Лукреция Борджия
Ватиканската принцеса, изд.: ИК „Ентусиаст“, София (2019), прев. Мариана Христова
- Marlene (2016) –за Марлене Дитрих
Марлене в търсене на любовта, изд. „Емас“ (2020), прев. Емилия Ничева-Карастойчева
- The Romanov Empress (2018) – за императрица Мария Фьодоровна
Императрица Мария Фьодоровна, изд. „Емас“ (2019), прев. Емилия Ничева-Карастойчева
- The First Actress (2020) – за Сара Бернар
Божествената, изд. „Емас“ (2021), прев. Емилия Ничева-Карастойчева
- The American Adventuress (2022) – за Джени Джеръм

### Серия „Хрониките на шпионина“ (Spymaster Chronicles)
1. The Secret Lion (2004) – издаден и като „The Tudor Secret“
Тайната на Тюдорите, изд.: ИК „Ентусиаст“, София (2011), прев. Мариана Христова
2. The Tudor Conspiracy (2013)
Интригите на Тюдорите, изд.: ИК „Ентусиаст“, София (2015), прев. Мариана Христова
3. The Tudor Vendetta (2014)

### Серия „Аня Трон“ (Ania Throne) – с М. Дж. Роуз
1. The Steal (2021)
2. The Bait (2022)